# André Thien Ah Koon
Pour les articles homonymes, voir Koon.
André Thien Ah Koon, né le 16 mai 1940 au Tampon (La Réunion), dit « TAK », est un homme politique français. Député de 1986 à 2006, il est maire du Tampon et conseiller départemental de La Réunion par intermittence entre 1982 et 2024.

## Biographie

### Origines et formation
Les parents d'André Thien Ah Koon, originaires de Canton, arrivent à La Réunion à la fin de 1930. Ils s'installent à la Plaine des Cafres et y ouvrent une boutique.
André Thien Ah Koon suit deux années d'école chinoise avant d'entrer en sixième. À 14 ans, à la suite du décès de son père, il quitte le système scolaire afin d'aider à la boutique familiale. En 1967, il obtient un diplôme de perfectionnement en administration des entreprises à l'Institut d'administration des entreprises d'Aix-en-Provence.

### Parcours politique
Après avoir participé en 1968 à la fondation de l'Union des jeunes pour le progrès (UJP), mouvement politique proche du gaullisme, il organise le premier festival de l'océan Indien et crée le syndicat des agriculteurs de la Plaine des Cafres.
En 1970, il se présente sans succès aux élections cantonales dans le canton du Tampon-2 (secteur de la Plaine des Cafres). Il l’emporte toutefois en 1976. Il est réélu conseiller général en 1982.
Il est cofondateur du Rotary Club de Saint-Pierre. En 1977, il est élu vice-président de la chambre de commerce et d'industrie de La Réunion et conserve cette fonction jusqu'en 1986.
En 1983, il est élu maire du Tampon. La même année, il devient président du conseil d'administration des hôpitaux du Sud. Il conserve la mairie du Tampon après les élections municipales de 1989 (sa liste ayant recueilli 75,3 % des voix), puis celles de 1995 (63,8 %) et de 2001 (65 %).
Il est élu député dans le département de La Réunion lors des élections législatives de 1986. Entre 1988 et 2002, il est sans discontinuer réélu député, dans la troisième circonscription de l'île. Il est la seule personnalité de droite à conserver son mandat de député à La Réunion à l’issue des élections législatives de 1997.
Poursuivi en justice et condamné à trois ans d’inéligibilité (voir infra), il quitte ses fonctions de maire du Tampon le 10 janvier 2006. Après avoir songé à son adjoint Jacquet Hoarau pour lui succéder, il lui préfère finalement Didier Robert. Il démissionne également de l'Assemblée nationale le 27 juin 2006, évitant ainsi une déchéance de plein droit.
Ayant retrouvé la jouissance de ses droits civils et politiques, André Thien Ah Koon se présente aux élections régionales de 2010 à La Réunion, à la tête d'une liste divers droite. Au second tour, après que sa liste a obtenu 5,4 %, il rejoint la liste « L'Alliance », qui regroupe notamment des candidats du Parti communiste réunionnais (PCR) et des personnalités issues de la société civile. Élu conseiller régional, il siège sur les bancs de l'opposition à Didier Robert, avec qui il a pris ses distances.
Lors des élections cantonales de 2011, il retrouve son mandat de conseiller général dans le canton du Tampon-2,.
En 2014, il est réélu maire du Tampon, après que sa liste a obtenu 49,8 % des voix au second tour des élections municipales dans une triangulaire. Il est également élu président de la communauté d'agglomération du Sud (CASUD). Touché par le cumul des mandats, il abandonne son mandat de conseiller général pour lequel il remplacé par sa suppléante, Augustine Romano.
Aux élections départementales de 2015, il est à nouveau élu dans le canton du Tampon-2, en binôme avec Augustine Romano. Il figure par ailleurs en position non-éligible sur la liste de gauche conduite par Huguette Bello aux élections régionales de 2015, qui est défaite par celle de Didier Robert.
Candidat à sa succession aux élections municipales de 2020 au Tampon, il affronte notamment la députée Nathalie Bassire, qui avait mené une liste contre lui aux élections municipales de 2014. Lors du premier tour, le 15 mars, il arrive largement en tête devant cette dernière avec 48,3 % des suffrages exprimés. Dans l'entre-deux-tours, il reçoit le soutien du candidat divers gauche Jean-Jacques Vlody, ainsi que de Paulet Payet, ancien maire et colistier de Monique Bénard, arrivée en troisième position au premier tour et qui a fusionné sa liste avec celle de Nathalie Bassire. Il l'emporte à l'issue du second tour, le 28 juin 2020, sa liste obtenant 65,6 % des voix, puis est réélu maire par le conseil municipal le 5 juillet suivant,.
André Thien Ah Koon se porte une nouvelle fois candidat à la présidence de la CASUD le 10 juillet 2020, face à Patrick Lebreton. Alors qu’à l’issue de trois tours de scrutin, les deux candidats arrivent à égalité avec chacun 24 voix sur 48 votants, André Thien Ah Koon (âgé de 80 ans) est réélu président de l’intercommunalité au bénéfice de l’âge, en vertu de l’article L. 2122-7 du Code général des collectivités territoriales,.
Candidat à sa réélection dans le canton du Tampon-2 lors des élections départementales de 2021, il arrive largement en tête au premier tour avec 51,6 % des suffrages exprimés, mais la forte abstention ne lui permet pas d’être directement élu,,. Il est réélu au second tour avec 65,7 % des voix.

### Affaires judiciaires
En 1995, il est condamné à 10 000 francs d'amende pour prise illégale d'intérêts par la cour d'appel de Saint-Denis de La Réunion. Le 23 octobre 1996, la Cour de cassation rejette son pourvoi contre cette condamnation.
En juin 2005, la cour d'appel de Saint-Denis le condamne à deux ans de prison avec sursis, 100 000 euros d'amende et à une peine d'inéligibilité de trois ans, pour prise illégale d'intérêt et abus de biens sociaux. Il lui est notamment reproché d’avoir utilisé sa fonction pour faciliter l'acquisition de plusieurs terrains pour lui et les membres de sa famille. La Cour de cassation rejetant son pourvoi et la grâce présidentielle lui ayant été refusée, sa condamnation devient définitive, ce qui le conduit à quitter provisoirement la vie politique.
Le 29 septembre 2022, le tribunal de Saint-Pierre condamne André Tien Ah Koon à trois ans d'inéligibilité, six mois de prison avec sursis et 5 000 euros d'amende pour prise illégale d’intérêt dans l’affaire de la SUDEC. Le maire du Tampon avait embauché Christelle Mondon, une proche, au sein de la société qui s'occupe de la gestion des déchets pour les communes du Tampon, Entre-Deux, Saint-Joseph et Saint-Philippe. Le 23 mai 2024, André Thien Ah Koon est condamné en appel à cinq ans d'inéligibilité. Cette décision est confirmée le 13 juin suivant et il se voit dès lors contraint de démissionner de l'ensemble de ses mandats,.

## Détail des mandats et fonctions

### À l’Assemblée nationale
- 2 avril 1986 – 27 juin 2006 : député français : 
  - élu dans le département de La Réunion de 1986 à 1988 ;
  - élu dans la 3e circonscription de La Réunion à partir de 1988.

### Au niveau local
- 24 mars 1982 – 27 juin 1988 : conseiller général de La Réunion (élu dans le canton du Tampon-2).
- 18 mars 1983 – 10 janvier 2006 : maire du Tampon.
- 1er janvier 1998 – 10 janvier 2006 : président de la communauté de communes du Sud.
- 26 mars 2010 – 13 décembre 2015 : conseiller régional de La Réunion.
- 31 mars 2011 – 28 avril 2014 : conseiller général de La Réunion (élu dans le canton du Tampon-2).
- 4 avril 2014 – 13 juin 2024 : maire du Tampon.
- 17 avril 2014 – 13 juin 2024 : président de la communauté d'agglomération du Sud.
- 2 avril 2015 – 13 juin 2024 : conseiller départemental de La Réunion (élu dans le canton du Tampon-2).